# 糸満市立三和中学校
糸満市立三和中学校（いとまんしりつ みわちゅうがっこう）は、沖縄県糸満市真壁にある公立中学校。

## 概要
沖縄本島の最南端に位置する中学校である。沖縄戦により人口が激減した地域にできた学校であるため、真壁・喜屋武・米須の3地区を統括する、比較的学区の広く設けられた公立学校である。周辺には、農業地帯が広がっている。これまでの卒業者は10,962人である（平成23年1月現在）。

## 沿革
- 1948年（昭和23年）4月6日 - 三和中等学校として開校。
- 1952年（昭和27年）4月1日 - 三和中学校と改称。
- 1958年（昭和33年）10月2日 - 校歌制定。
  - 12月21日 - 創立10周年記念式典・祝賀会。
- 1966年（昭和41年）12月15日 - 完全給食実施。
- 1969年（昭和44年）12月13日 - 創立20周年記念式典。
- 1975年（昭和50年）1月11日 - 体育館完成。
- 1978年（昭和53年）7月16日 - 創立30周年記念式典、祝賀会。
- 1988年（昭和63年）4月5日 - プール完成。
  - 10月16日 - 創立40周年記念式典・祝賀会。
- 1998年（平成10年）2月22日 - 創立50周年記念式典・祝賀会。
- 2009年（平成21年）2月22日 - 創立60周年記念式典・祝賀会。[2]

## 部活動
- サッカー部[3]
- 野球部
- バスケットボール部（男子・女子）
- バレーボール部　（男子・女子）
- バドミントン部（男子・女子）
- ソフトボール部（女子）

## 校区
国吉（807～912番地）、喜屋武（全域）、福地（全域）、山城（全域）、束辺名（全域）上里（全域）
米須（全域）、伊原（全域）、大度（全域）、摩文仁（全域）。